# Aux yeux des vivants
Pour plus de détails, voir Fiche technique et Distribution.
Aux yeux des vivants est un film d'horreur français réalisé par Alexandre Bustillo et Julien Maury et sorti en 2014.

## Synopsis
Trois adolescents décident de sécher les cours. Ils se rendent dans un studio de cinéma désaffecté et aperçoivent deux personnes étranges. Ils se font repérer, essayent de s'enfuir; mais Isaac et son fils monstrueux Klarence Faucheur, refusent de les laisser partir vivants...

## Fiche technique
- Titre : Aux yeux des vivants
- Réalisation : Alexandre Bustillo et Julien Maury
- Scénario : Alexandre Bustillo et Julien Maury
- Photographie : Antoine Sanier
- Montage : Sébastien de Sainte-Croix
- Musique : Raphaël Gesqua
- Producteur : Fabrice Lambot, Jean-Pierre Putters et Caroline Piras
  - Coproducteur : Stéphane Leroux
- Production : Metaluna Productions, SND et Canal+
- Pays d'origine :  France
- Genre : horreur, thriller
- Durée : 88 minutes
- Dates de sortie :
  -  États-Unis : 10 mars 2014
  -  France : 30 avril 2014
- Interdit aux moins de 16 ans

## Distribution
- Anne Marivin : Julia
- Théo Fernandez : Victor
- Francis Renaud : Isaac Faucheur
- Zacharie Chasseriaud : Tom
- Damien Ferdel : Dan
- Fabien Jegoudez : Klarence
- Nicolas Giraud : Nathan
- Béatrice Dalle : Jeanne Faucheur
- Chloé Coulloud : Mila
- Dominique Frot : Mlle Duroche
- Fabrice Deville
- Sidwell Weber